# 보카쥬두더지쥐
보카쥬두더지쥐(Fukomys bocagei)는 뻐드렁니쥐과에 속하는 설치류의 일종이다. 앙골라와 나미비아에서 발견되며, 콩고민주공화국 그리고 잠비아에서도 서식하는 것으로 추정된다. 자연 서식지는 아열대 또는 열대 건조림과 건조 사바나 지역, 건조 저지대 초원과 동굴이다.